# 이지 (조선 초기)
이지(李漬)는 조선 초기의 문신이다.

## 생애
1402년(태종 2) 지평(持平)으로 재직 중 대사헌(大司憲) 이지(李至) 등과 함께 상소하여, 단 둘이서 상소했던 내서사인(內書舍人) 이지직(李之直)과 좌정언(左正言) 전가식(田可植)에게 죄주기를 청했다.
이 때 왕이 이를 받아들이지 않자 사직했으나, 왕이 마음을 바꿔 상소를 받아들인 후 사표를 돌려받았다.
그러나 같은 해 간관(諫官)들끼리 탄핵하는 일이 일어나자, 이지(李至)는 면직되고, 이지(李漬), 좌사간(左司諫) 최긍(崔兢), 우사간(右司諫) 송인(宋因), 우헌납(右獻納) 이양명(李陽明),·좌정언 신개(申槪), 집의(執義) 윤창(尹彰), 지평 김천(金闡)은 파직되었다.
1409년(태종 9) 요동(遼東)의 명 군인들이 민가의 소와 말을 빼앗아 간 일이 있었는데, 이 때 경력(經歷)으로서 명 사신 기보(祁保)에게 이를 고하고, 빼앗아 간 것을 돌려 달라고 청하여 허락받았다.
1411년(태종 11) 집의에 임명되었고, 1414년(태종 14) 양주부사(楊州府使)로 재직 중 철원부사(鐵原府使) 남금(南琴), 광주목사(廣州牧使) 황록(黃祿)과 함께 둔전(屯田)을 함부로 설치했다는 이유로 탄핵되기도 했으나, 왕이 이를 눈감았다.
같은 해 판선공감사(判繕工監事)를 거쳐, 이후 판종부시사(判宗簿寺事)로 옮겼으나, 1419년(세종 원년) 종부시(宗簿寺)에서 숙직하지 않았으므로 파직되었다.
1429년(세종 11) 해주목사(海州牧使)에 임명되었으며, 이후의 행적은 확인되지 않는다.

## 논란
그가 비슷한 시대에 살던 다른 인물인 조선의 개국공신 완산군(完山君) 이백유(李伯由)의 증손으로 이속(李粟)의 손자이며 이숙희(李叔僖)의 아들인 전주이씨 시중공파 이지(李漬)와 동일인인지, 우계이씨 이지(李漬)와  동일인인지 여부는 불확실하다.
그밖에 연안이씨로 통례문부사(通禮門副使)를 지낸 이지(李漬)인지 여부도 불확실하다.